# Усов, Иван Алексеевич
Иван Алексеевич Усов (род. 7 октября 1977 года, Красноярск) — российский пловец вольным стилем и тренер. Участник Олимпийских игр 2004 года. Чемпион мира 2003 года. Двукратный серебряный призёр чемпионата Европы (2004, 2006). Неоднократный призёр чемпионатов России. Заслуженный мастер спорта России.

## Биография
Иван Алексеевич Усов родился 7 октября 1977 года в Красноярске. В 1986 году начал заниматься плаванием в бассейне «Спартак» под руководством Николая Когута. В 1990 году перешёл в «Энергию» к тренерам Юрию и Ирине Родиным. В 1994 году после окончания средней школы, переехал тренироваться в омскую школу высшего спортивного мастерства к Валерию Петровичу Бачину.
В 1999 году Иван окончил Сибирский государственный университет физической культуры и спорта по специальности «тренер-преподаватель по плаванию», после чего два года служил в армии.
В 2001 году он вернулся в Красноярск, где начал работать преподавателем физической культуры в Красноярском государственном техническом университете, проводя занятия в бассейне «Политехник».
Вскоре вернулся в большой спорт и несколько лет выступал за сборную России.
С 2008 года работает тренером пловцов в Сибирском федеральном университете. Старший тренер школы плавания московского дворца спорта «Янтарь». Наиболее высоких результатов среди его подопечных добились:
- Константин Зотов — чемпион мира 2009 года[11]
- Андрей Арбузов — чемпион мира 2016 года, трёхкратный чемпион Европы (2015, 2017)[12][13].

### Семья
27 апреля 2003 года женился на бывшей однокласснице Елене. 20 января 2004 года родилась дочь Лилия, а 28 декабря 2006 года сын Григорий.

## Основные результаты
| Год  | Соревнования                      | Место проведения   | Дисциплина       | Место | Результат |
| ---- | --------------------------------- | ------------------ | ---------------- | ----- | --------- |
| 2003 | Чемпионат Европы на короткой воде | Дублин, Ирландия   | эст. 4×50 м в/с  | 6     | 1:26.45   |
| 2003 | Чемпионат мира                    | Барселона, Испания | эст. 4×100 м в/с | 1     | 3:14,06   |
| 2004 | Чемпионат Европы                  | Мадрид, Испания    | эст. 4×100 м в/с | 2     | 3:17,00   |
| 2004 | Олимпийские игры                  | Афины, Греция      | эст. 4×100 м в/с | 4     | полуфинал |
| 2005 | Чемпионат мира                    | Монреаль, Канада   | эст. 4×100 м в/с | 7     | 3:18,44   |
| 2006 | Чемпионат Европы                  | Будапешт, Венгрия  | эст. 4×100 м в/с | 2     | 3:16,47   |